# Percy Hooper
Percy Hooper (17 tháng 12 năm 1914 – tháng 7 năm 1997) là một cầu thủ bóng đá người Anh thi đấu cho Northfleet United, Tottenham Hotspur, Swansea Town, và King's Lynn.
Percy Hooper là một thủ môn từng thi đấu cho Tottenham Hotspur từ năm 1934 đến năm 1939, có 108 trận (97 ở giải vô địch và 11 ở Cúp FA) cho câu lạc bộ. Trong Thế chiến thứ II, ông làm khách mời cho nhiều đội bóng. Trong mùa giải 1946/47 ông thi đấu cho Swansea 12 trận. Năm 1948 ông chuyển đến Chingford Town trước khi kết thúc sự nghiệp tại King's Lynn.